# 1877年の相撲
1877年の相撲（1877ねんのすもう）は、1877年の相撲関係のできごとについて述べる。

## 興行
- 1月場所（東京相撲）[1]
  - 興行場所:本所回向院
  - 1月14日より晴天10日間興行
- 6月場所（東京相撲）[2]
  - 興行場所:本所回向院
  - 6月2日より晴天10日間興行
- 8月場所（大阪相撲）[3]
  - 興行場所:道頓堀南新金毘羅宮社地
  - 晴天10日間興行
    - 東京（高砂浦五郎率いる改正組）、西京、尾張などとの合併相撲
- 9月場所（京都大阪合併相撲）[4]
  - 興行場所:八坂神社御免地
  - 9月16日より晴天7日間興行
- 9月場所（大阪相撲）[4]
  - 興行場所:難波新地
    - 不入りのため、4日目で打ち切り。
- 官軍戦歿者合祀祭奉納相撲（三都合併）
  - 奉納場所:東京招魂社（靖国神社）境内
    - 西南戦争の戦没者合祀に合わせて開催。
- 12月場所（東京相撲）[5]
  - 興行場所:本所回向院
  - 12月11日より晴天10日間興行

## 誕生
- 8月15日 - 太刀山峯右エ門（第22代横綱、所属：友綱部屋、+ 1941年【昭和16年】）[6]

## 死去
- 3月8日 - 綾瀬川山左エ門（最高位：大関、所属：秀ノ山部屋、* 1835年【天保6年】）
- 3月29日 - 稲妻雷五郎（第7代横綱、所属：佐渡ヶ嶽部屋→錦島部屋、* 1802年【享和2年】）[7]
- 4月24日 - 小ノヶ崎仙吉（最高位：前頭5枚目（現役没）、所属：境川部屋、* 1842年【天保13年】）